# Bless (rapper)
Bless (født 10. februar 1983, som Ben Rinehart) er en amerikansk hiphopkunstner og rapper fra Montreal i Canada.

## Tidlige Karriere
Bless var en B-boy i den unge alder af otte ved at vise sine dybe hiphop rødder. Han begyndte hurtigt at skrive rim og i en alder af 12 lavede han dematracks i studier. Bless etablerede sit navn i Montreal, som en ung battle MC og kort efter at opnå dette, besluttede han sig for at tage syd til grænsen til New York. Da han var i New York, begyndte han at samarbejde med folk som Limp Bizkit's DJ Lethal og Rahiem (Grandmaster Flash and the Furious Five). Efter at have gået til "Rocksteady Crew Anniversary ', hvor han mødte Guru (fra Gang Starr) og begyndte de to at arbejde på sangen Never Ending Saga, som er på Guru's 'Baldhead Slick & Da Klik på' album.

## Turné
I en alder af 18 var han allerede på turné i Nord Amerika og Europa sammen med Limp Bizkit og Guru fra Gang Starr. Han har blandt andet været på turné med Lloyd Banks fra G-Unit.

## Def Jam: Fight for NY
Bless er også en spillebar figur i kampspillet Def Jam: Fight for NY (udgivet i 2004). Bless's karakter er en af Crow's bande, eller neutral. Han er en kampsportsudøver og kæmper i banen 'Syn Energy Power Plant', i alle mod alle kampene i banerne 'Hunt's Point Scrapyard' og '125 Subway Station'. Hans såkaldte blazin' move hedder 'Platinumberg', hvilket er en hilsen til hans album 'Bless Presents Platinumberg: The Movement'.

## Album
- Bless Presents Platinumberg: The Movement – 2003
- The Book of Bless – 2008
- Keep Rising – 2010 Kommende album

## Singler
- "My Time" – 2003
- "Against the Grain" – 2003
- "Something Missing" – 2008
- "Jealousy" – 2008